# Wilhelm Ernst Asbeck
Wilhelm Ernst Asbeck (* 16. April 1881 in Hamburg; † 22. März 1947 in Burg, Dithmarschen; Pseudonym: Ernst Helm) war ein deutscher Schriftsteller.

## Leben
Wilhelm Ernst Asbeck lebte in Hamburg; während des Zweiten Weltkriegs übersiedelte er nach Burg (Dithmarschen). Sein literarisches Werk besteht aus Romanen, Erzählungen, Theaterstücken und Hörspielen, die häufig in Asbecks norddeutscher Heimat angesiedelt sind. 

## Werke
- Ringende Kräfte, Hamburg 1912
- Die erste Kompagnie des 38. Armierungsbataillons, Hamburg (zusammen mit Erich Meier)
  - 1. Unsere Berliner, 1916
  - 2. Unsere Hamburger, 1916
- Lens, Hamburg 1916
- Amtsdiener Knorke, Leipzig 1929
- Nach zehn Jahren, Leipzig 1929
- Käpp'n Smidt, Berlin 1934
- Die Dithmarscher Schnapphähne, Leipzig 1935
- Das Elefantenschiff, Leipzig 1935 (unter dem Namen Ernst Helm)
- Hildings Tod, Leipzig 1935
- Kapitän Schmidt, Dresden 1935
- Die letzten Keiths auf Balumoog, Berlin 1935
- Luthard von Steegen, Leipzig 1935
- Meer, Sturm und Mensch, Mühlhausen 1935
- Nordstrands Untergang, Leipzig 1935 (unter dem Namen Ernst Helm)
- Siegeszug?!, Leipzig 1935
- Eine Stenotypistin stellt sich vor!, Mühlhausen 1935
- Uwe Jenisch, Leipzig 1935
- Bruder gegen Bruder, Leipzig 1936 (unter dem Namen Ernst Helm)
- Der Falke vom Falkenberg, Gütersloh 1936 (unter dem Namen Ernst Helm)
- Der Flibustierkapitän, Leipzig 1936 (unter dem Namen Ernst Helm)
- Die Insel der Geächteten, Gütersloh 1936
- Die Brücke nach Ispahan, Leipzig 1937
- De Discher un sien Fleit, Verden 1938 (zusammen mit Emil Hecker)
- Die gefährliche Inge, München 1938 (unter dem Namen Ernst Helm)
- En Nacht vull Opregen, Hamburg 1938 (zusammen mit Emil Hecker)
- Schloß Bergedorf in sturmbewegter Zeit, Berlin 1938
- Tjede Peckes, die Fahnenjungfrau vom Lande Wursten, Berlin 1938
- Starker Tobak, Dresden 1939 (zusammen mit Otto Larsen)
- Wetterleuchten über dem Schwarzwald, Dresden 1939
- Der geheimnisvolle Hof, Dresden 1940
- Seelenverkäufer, Berlin 1942
- Gasthaus zum guten Stern, Düsseldorf-Oberkassel 1946
- Sensation in Nidos!, Düsseldorf 1946
- Die Tochter, Düsseldorf-Oberkassel 1946
- Der Glückspilz und andere Märchen, Essen-Steele, Ruhr 1947
- Ich suche die richtige Frau, Düsseldorf-Oberkassel 1947

| Personendaten    | Personendaten            |
| ---------------- | ------------------------ |
| NAME             | Asbeck, Wilhelm Ernst    |
| ALTERNATIVNAMEN  | Helm, Ernst (Pseudonym)  |
| KURZBESCHREIBUNG | deutscher Schriftsteller |
| GEBURTSDATUM     | 16. April 1881           |
| GEBURTSORT       | Hamburg                  |
| STERBEDATUM      | 22. März 1947            |
| STERBEORT        | Burg, Dithmarschen       |